# Mission Hills, Kansas
Mission Hills là một thành phố thuộc quận Johnson, tiểu bang Kansas, Hoa Kỳ. Năm 2010, dân số của xã này là 3498 người.

## Dân số
Dân số các năm:
- Năm 2000: 3593 người
- Năm 2010: 3498 người